# Cạnh tranh Áo Phổ

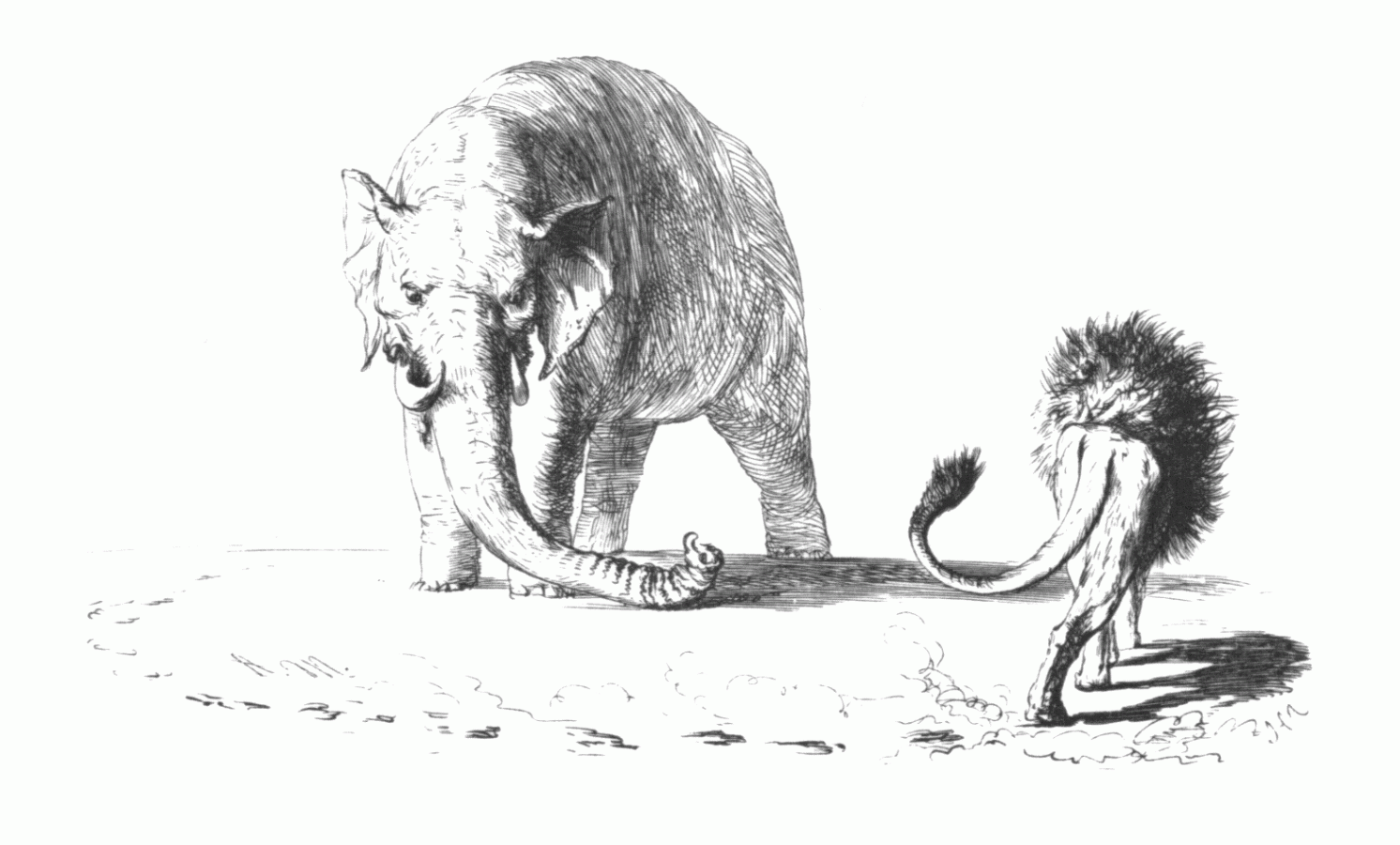
Sư tử Phổ lượn vòng quanh voi Áo, hí họa bởi Adolph Menzel, 1846

Áo và Phổ đã có một xung đột kéo dài và cạnh tranh cho uy quyền tối cao ở Trung Âu trong suốt thế kỷ 18 và 19, tiếng Đức được gọi Deutscher Dualismus (tình trạng nhị nguyên Đức). Trong khi các cuộc chiến tranh là một phần của sự cạnh tranh, nó cũng là một cuộc chạy đua cho uy tín để được coi là lực lượng chính trị chính danh của các dân tộc nói tiếng Đức. Cuộc xung đột đầu tiên lên đến đỉnh điểm trong chiến tranh bảy năm; Tuy nhiên, mối quan hệ không phải lúc nào cũng là thù địch; đôi khi, cả hai nước đã hợp tác, chẳng hạn như trong các cuộc chiến tranh Napoleon và Chiến tranh Schleswig lần thứ hai.

## Bối cảnh
Công tước Brandenburg đã được chính thức công nhận là một trong 7 tuyển hầu tước của Thánh chế La Mã bởi Goldene Bulle 1356. Nó đã mở rộng hầu hết lãnh thổ của mình vào vùng đông Neumark, và sau cuộc chiến tranh kế vị Jülich với 1614 Hiệp ước Xanten họ cũng đã được thêm công quốc Cleves cũng như các quận Mark và Ravensberg nằm ở tây bắc nước Đức. Cuối cùng năm 1618 tuyển hầu tước Hohenzollern đã trở thành công tước của nước Phổ, sau đó là một thái ấp của Ba Lan, và các vùng đất của Brandenburg-Phổ đã được cai trị trong liên minh cá nhân.